# Рябушинский, Михаил Яковлевич
Михаил Яковлевич Рябушинский (1786—1858) — основатель династии Рябушинских.

## Биография
Происходил из экономических крестьян Калужской губернии; родился 1 (12) ноября 1786 года в Ребушинской слободе Боровского уезда (в 3 верстах от Боровска) в семье резчика по дереву Якова Денисова (по прозванию Стекольщиков).
С 1798 года младшие сыновья Якова Денисова, Артемий (1784—?) и Михаил, уже не значились в приходских книгах, а старшие Василий и Иван оставались при отце; В 1802 году они вступили в 3-ю купеческую гильдию московского купечества; торговали в ветошном ряду Гостиного двора домотканым миткалем.
По данным сенатской ревизии 1811 года, он под именем Михайлы Яковлева вместе с женой Евфимией Скворцовой числился в купечестве Баражской слободы. Фамилия Ребушинский появилась в 1820 году, а к 1850-м годам она окончательно превратилась в Рябушинский. Его жена, Евфимия Степановна Скворцова, происходила из семьи богатого московского купца, занимавшегося кожевенным делом. 
После пожара 1812 года из-за потери имущества в 1814 году был вынужден перейти из купечества в мещанское сословие; служил приказчиком в лавке купца Михаила Петровича Сорокованова (1754—1839). Сближение с богатыми купцами-старообрядцами способствовало вступлению около 1820 года в старообрядческую общину поповцев Рогожского кладбища. В 1824 году он вновь записался в московское купечество по 3-й гильдии — с капиталом 8 тысяч рублей. Торгуя сперва в арендованных лавках, он затем купил их у наследников Сорокованова и Нечаева (1844 и 1849 гг.). 
Жил сначала «в Пятницкой части церкви Черниговской у пономаря Ивана Михайлова» (по данным ревизской сказки 1811 года); затем — в Ипатьевском переулке — в доме чиновника Маркела Демидовича Мещанинова; с 1830 года — в собственном доме, в Голутвинском переулке. В 1846 году в собственном доме открыл мануфактуру для выделки шерстяных и полушёлковых материй (перестроена в 1856); затем появились две мануфактуры в Калужской губернии (в 1849 и в 1857 гг.). В 1854 году он перешёл в купцы 2-й гильдии.
Умер 20 июля (1 августа) 1858 года и похоронен на Рогожском кладбище вместе с женой Евфимией Степановной . Оставил наследникам капитал в размере более 2 миллионов рублей ассигнациями.

## Семья
Из трёх его сыновей наиболее одарённым в торговом деле оказался Павел, который и продолжил семейное дело. Две дочери были удачно выданы замуж. Пелагея (1815—?) — за купеческого сына Евсея Алексеевича Капусткина; их старший сын Михаил Евсеевич почти всю жизнь свою проработал в деле Рябушинских, также как и его дети: Иван и Антон Михайловичи. Анна Михайловна Рябушинская (1824—?) была выдана за Петра Яковлевича Шувалова. 
К моменту его смерти у него было уже 15 внуков.